# Antrophyum jagoanum
Antrophyum jagoanum là một loài dương xỉ trong họ Pteridaceae. Loài này được D.L.Jones & Bostock mô tả khoa học đầu tiên năm 1998.